# Midden-Europese Tijd
| lichtblauw | West-Europese Tijd (UTC+0)                                     |
| blauw      | West-Europese Tijd (UTC+0) West-Europese zomertijd (UTC+1)     |
| roze       | Midden-Europese Tijd (UTC+1)                                   |
| rood       | Midden-Europese Tijd (UTC+1) Midden-Europese zomertijd (UTC+2) |
| geel       | Kaliningradtijd (UTC+2)                                        |
| goud       | Oost-Europese Tijd (UTC+2) Oost-Europese zomertijd (UTC+3)     |
| groen      | Moskoutijd (UTC+3)                                             |

Midden-Europese Tijd (MET) (Engels: CET voor Central European Time) is een tijdzone die één uur voorloopt op UTC (UTC+1), net als de West-Afrikaanse Tijd. Het grootste deel van de Europese landen valt in deze tijdzone. In de zomertijd gaat MET in deze landen over in MEZT, Midden-Europese Zomertijd (in het Engels CEST, Central European Summer Time). Deze is UTC+2, net als Oost-Europese Tijd, maar voor de duidelijkheid wordt een aparte naam gebruikt.
De tijdzone werd landelijk voor het eerst door het Koninkrijk Servië in 1884 ingesteld, gevolgd door Oostenrijk-Hongarije in 1891 en enkele Zuid-Duitse Bondslanden (Beieren, Baden en Württemberg) op 1 april 1892. De naamgeving is van Duitse oorsprong, aangezien men in Oostenrijk en de Zuid-Duitse Bondslanden van mitteleuropäische Zeit sprak. Het Duitse Keizerrijk voerde de tijdzone op 1 april 1893 per rijkswet in.
De theoretische zone van de Midden-Europese Tijd loopt van 7,5° oosterlengte tot 22,5° oosterlengte.
De landen die MET/MEZT gebruiken zijn:
| - Albanië - Andorra - België - Bosnië en Herzegovina - Denemarken (met uitzondering van Groenland en Faeröer) - Duitsland - Frankrijk (met uitzondering van de Franse overzeese gebieden) - Gibraltar - Hongarije - Italië - Kroatië - Liechtenstein - Luxemburg - Malta - Monaco | - Montenegro - Nederland (met uitzondering van Caribisch Nederland) - Noord-Macedonië - Noorwegen (inclusief Spitsbergen en Jan Mayen) - Oostenrijk - Polen - San Marino - Servië - Slovenië - Slowakije - Spanje (met uitzondering van de Canarische Eilanden) - Tsjechië - Vaticaanstad - Zweden - Zwitserland |

## Landen buiten de geografische MET
Europese landen die de Midden-Europese Tijd gebruiken, maar geografisch binnen de West-Europese Tijdzone liggen, zijn:
- Andorra
- België
- Frankrijk
- Luxemburg
- Monaco
- Nederland
- Spanje

In Nederland, België, Luxemburg en Frankrijk is de Midden-Europese Tijd in mei 1940 ingevoerd door de Duitse bezetter. Nederland had voordien de Amsterdamse Tijd, België en Frankrijk de West-Europese Tijd. Na de bezettingen werd de situatie gehandhaafd. Het noordoostelijke gedeelte van Frankrijk ligt geografische wel binnen de MET maar kreeg in 1918 na de overgang van Duitsland naar Frankrijk de WET. In Spanje werd in 1941 de MET ingevoerd
ondanks dat het noordwestelijk gedeelte reikt tot 9° westerlengte.